# Lucius Cassius Longinus (Konsul 30)
Lucius Cassius Longinus († 41) war ein römischer Senator der frühen Kaiserzeit und Konsul im Jahr 30 n. Chr.
Er stammte aus einer römischen Nobilitätsfamilie, die in der Republik seit dem 2. Jahrhundert v. Chr. eine bedeutende Rolle spielte. Der Caesarmörder Gaius Cassius Longinus war sein direkter Vorfahre. Sein Vater Lucius Cassius Longinus war im Jahr 11 n. Chr. Suffektkonsul gewesen. Lucius und sein Bruder Gaius wurden von ihrem Vater in streng altrömischem Sinne erzogen, dennoch war Lucius eher leutselig und dem Schönen zugewandt. Vom mächtigen Lucius Aelius Seianus ließ er sich zu Intrigen gegen Germanicus’ Sohn Drusus bewegen.
Im Jahr 30 war Lucius Cassius Longinus ordentlicher Konsul, gemeinsam mit Marcus Vinicius. Sein Bruder Gaius war nach ihm im zweiten Teil des Jahres als Nachfolger im Amt Suffektkonsul. Als Tiberius nach Seians Sturz Rache an dessen Anhänger nahm, beteiligte sich Gaius Cassius Longinus an der Entrüstungskomödie des Senats, um Tiberius zu besänftigen. Im Jahr 33 heiratete er auf Weisung des Tiberius Germanicus’ Tochter Drusilla. 36 wurde er mit seinen Schwägern Gnaeus Domitius Ahenobarbus, Marcus Vinicius und Gaius Rubellius Blandus mit der Abschätzung des Schadens eines Brandes in Rom betraut.
Als sein Schwager Caligula Kaiser wurde, löste dieser die Ehe des Cassius mit Caligulas Schwester Drusilla. Er wurde 41 von Caligula getötet, dem ein Orakel prophezeit haben soll, dass Longinus ihn umbringen werde.